# Amaxac, San Luis Potosí
Amaxac är en ort i Mexiko.   Den ligger i kommunen Coxcatlán och delstaten San Luis Potosí, i den centrala delen av landet, 230 km norr om huvudstaden Mexico City. Amaxac ligger 152 meter över havet och antalet invånare är 816.
Terrängen runt Amaxac är kuperad åt nordväst, men åt sydost är den platt. Runt Amaxac är det ganska tätbefolkat, med 100 invånare per kvadratkilometer. Närmaste större samhälle är Villa Terrazas, 6,9 km söder om Amaxac. I omgivningarna runt Amaxac växer huvudsakligen savannskog.